# Maartensdijkse Bos
Het Maartensdijkse Bos is een bos van 153 ha. tussen Maartensdijk en Lage Vuursche in de Nederlandse provincie Utrecht.
Het bos ligt op de grens van Utrecht met Noord-Holland. Deze grens werd sinds de tijd van Floris V aan het eind van de 13e eeuw tot ver in de 16e eeuw betwist door Noord-Holland en het Sticht. De grenspalen in het gebied duiden nog op de vele conflicten in het verleden. Het fietspad de Hollandse Sloot aan de noordwestzijde van het bos vormt de grens met Noord-Holland.

## Flora en fauna
Het Maartensdijkse Bos werd in 1931 aangekocht door Het Utrechts Landschap. In de Tweede Wereldoorlog werden veel bomen van het productiebos gekapt door de Duitsers. Na de oorlog werd het gebied grootschalig ingeplant met douglassparren voor de houtproductie. Tegenwoordig is het beleid erop gericht om er een inheems bos met loof- en naaldhout van te maken. In het gebied leven de das en de boommarter.
Door het afvoeren van water en het wegpompen van grondwater voor agrarisch en huishoudelijk gebruik is de grondwaterstand gedaald. De afwateringssloten die rond 1600 werden gegraven zijn daardoor drooggevallen. Veel vochtminnende vegetatie is daardoor verdwenen.
Amerongse Bos
· Amerongse Bovenpolder
· Landgoed Beerschoten
· Beukenburg
· Biltse Duinen
· Birkhoven
· Blauwe Kamer
· Blikkenburg
· Bloeidaal
· Bornia
· Bosch en Duin
· Breeveen
· Broekerbos
· Buitenplaatsen Driebergseweg
· Dartheide
· Elster Buitenwaarden
· Grebbeberg
· Heidestein
· Hoge Ginkel
· Hooge Kampse Plas
· Hoog Moersbergen
· Houdringe
· Juliusput
· Kasteelbos Renswoude
· De Kievit
· Kooilust
· Kozakkenput
· De Krakeling
· Laarsenberg
· De Leyen
· Lockhorsterbos
· Lunenburgerwaard
· Maartensdijkse Bos
· Middelwaard
· Moersbergen
· Niënhof
· Noordhout
· Okkersbos
· Oostbroek
· Over-Holland
· Palmerswaard
· De Paltz
· Panbos
· Plantage Willem III
· Pleinesbos
· De Pol
· Ridderoordse Bos
· Sandenburg
· Sandwijck
· De Schammer
· Stameren
· Landgoed Stoutenburg
· Viaanse Bos
· Viaanse polders en uiterwaarden
· Vikinghof
· Park Vliegbasis Soesterberg
· Vijverbos
· Vijverhof
· Voordorpse polder
· Willem Arntszbos
· Witte Hull
· De Woerd
· Wulperhorst
· Zeisterbos